# Gourin
Gourin település Franciaországban, Morbihan megyében. Lakosainak száma 3892 fő (2022. január 1.). Gourin Tréogan, Langonnet, Le Saint, Guiscriff, Roudouallec, Spézet és Saint-Hernin községekkel határos.

## Népesség
A település népességének változása:
| Lakosok száma | 5128 | 4925 | 4734 | 4193 | 4079 | 3972 | 3803 | 3779 | 3783 | 3892 |
|               | 1968 | 1982 | 1990 | 2006 | 2013 | 2015 | 2017 | 2019 | 2020 | 2022 |